# Polyphlebium hymenophylloides
Polyphlebium hymenophylloides är en hinnbräkenväxtart som först beskrevs av V. d. Bosch, och fick sitt nu gällande namn av Ebihara och Dubuisson. Polyphlebium hymenophylloides ingår i släktet Polyphlebium och familjen Hymenophyllaceae. Inga underarter finns listade.